# Estación de Guadalajara
Guadalajara es una estación ferroviaria situada en la ciudad española de Guadalajara, en la comunidad autónoma de Castilla-La Mancha. Se encuentra en el trazado de línea férrea clásica de ancho ibérico que une Madrid con Barcelona y dista en 8 kilómetros de la de Guadalajara-Yebes construida en la nueva línea de alta velocidad. No existe conexión ferroviaria entre ambas. Las instalaciones disponen de servicios de Media Distancia y forman parte de las líneas C-2 y C-8 de Cercanías Madrid como terminal este. La estación también cumple funciones logísticas.

## Situación ferroviaria
La estación se encuentra en el punto kilométrico 56,8 de la línea férrea de ancho ibérico que une Madrid con Barcelona a 644,1 metros de altitud entre las estaciones de Azuqueca y de Fontanar. El tramo es de vía doble y está electrificado.

## Historia
La estación fue inaugurada el 3 de mayo de 1859 con la apertura del tramo Madrid-Guadalajara de la línea férrea Madrid-Zaragoza por parte de la Compañía de los Ferrocarriles de Madrid a Zaragoza y Alicante o MZA. A la ceremonia asistieron José María Medrano, alcalde de Guadalajara, y Pedro Celestino Argüelles, gobernador civil de la provincia.
En 1941, la nacionalización del ferrocarril en España supuso la integración de la compañía en la recién creada RENFE. Desde el 31 de diciembre de 2004 Renfe Operadora explota la línea mientras que Adif es la titular de las instalaciones ferroviarias. 

## La estación
Se encuentra al noroeste de la ciudad, entre la calle Francisco Aritio y el camino Viejo de Cabanillas. 
Su diseño clásico responde a los patrones seguidos por MZA en sus estaciones de segunda categoría. El edificio principal, de 44 x 10 metros, con disposición lateral a la vía, posee un cuerpo principal al que se anexan dos alas laterales. La zona central, de dos pisos contiene la sala de espera, taquillas y equipajes en la parte baja y una zona de vivienda en la parte alta. Una estructura metálica que abarca toda la entrada principal y que se corona con un frontón triangular en la que se encuentra un pequeño reloj de aguja sirven de elemento decorativo. La estación disponía de más elementos decorativos, como pilastras clásicas rematadas por capiteles dóricos y corintios pero se perdieron en las sucesivas reformas que sufrió el edificio. Lo mismo sucedió con las cocheras o los talleres de reparación.
En su interior dispone de tres andenes, uno lateral y dos centrales todos ellos cubiertos con marquesinas propias a los que acceden cinco vías numeradas como vías 2, 3, 1, 5 y 7 siendo la 2 más cercana al edificio para viajeros y la 7 la más alejadas. Cuatro vías numeradas como vías 4, 6, 8 y 10 concluyen en toperas en uno de los laterales del recinto. Más vías sin numerar dedicadas a distintas labores (apartados, garaje, carga) completan las instalaciones. 
En su exterior posee una zona de aparcamiento y paradas de taxis y autobuses urbanos.
Adif anunció el 4 de enero de 2023 la renovación de las vías 4, 6, 8 y 10 y la construcción de la nueva vía 12.

## Servicios ferroviarios

### Larga distancia
La puesta en marcha de la línea de alta velocidad entre Madrid y Barcelona supuso una drástica reducción del tráfico de largo recorrido. El último en circular fue el Tren Estrella Costa Brava, suprimido en 2015.  

### Media distancia
El tráfico de Media Distancia se vio afectado en menor medida por la llegada de la alta velocidad de tal forma que la estación sigue contando con cuatro a cinco trenes diarios por sentido cuyos destinos principales son Madrid, Zaragoza, Sigüenza, Arcos de Jalón y Soria, aunque sus destinos finales son Lérida y Barcelona (vía Caspe), alcanzando destinos como Calatayud y Zaragoza, entre otros.
| Línea MD | Trenes          | Origen/Destino   | Destino/Origen                |
| -------- | --------------- | ---------------- | ----------------------------- |
|          | Regional Exprés | Madrid-Chamartín | Barcelona-Estación de Francia |
| Regional | Lérida Sigüenza | Madrid-Chamartín |                               |
| 54       | Regional Exprés | Madrid-Chamartín | Soria                         |

### Cercanías
La estación forma parte de la línea C-2 de la red de Cercanías Madrid. La línea C-8 continúa hacia Cercedilla pasado por Villalba y Chamartín.
Dispone de trenes CIVIS que la conectan directamente con la estación de Madrid-Chamartín, sin pasar por Atocha, con el correspondiente ahorro de  tiempo. 
| procedencia/destino                              | < estación | Línea | estación > | destino/procedencia |
| ------------------------------------------------ | ---------- | ----- | ---------- | ------------------- |
| Chamartín                                        | Azuqueca   |       | Terminal   | Terminal            |
| Cercedilla                                       | Azuqueca   |       | Terminal   | Terminal            |
| Santa María de la Alameda-Peguerinos El Escorial | Azuqueca   |       | Terminal   | Terminal            |
| Chamartín                                        | Azuqueca   |       | Terminal   | Terminal            |